# Anthomyia arizonica
Anthomyia arizonica är en tvåvingeart som beskrevs av Griffiths 2001. Anthomyia arizonica ingår i släktet Anthomyia och familjen blomsterflugor.
Artens utbredningsområde är Arizona. Inga underarter finns listade i Catalogue of Life.